# Rotten Tomatoes
Rotten Tomatoes (произношение – Рот(е)н томейтоус, в превод от англ. — гнили домати) е американски уеб сайт, съдържащ рецензии, оценки, критики, информация, новини и база данни за филми. Наименованието на сайта идва от традицията да се хвърлят гнили домати по артистите, които не са получили одобрението на публиката. Собственик на сайта от януари 2010 г. е компанията Flixster.. Главен редактор на сайта е Мат Атчити (на английски: Matt Atchity).

## История
Rotten Tomatoes стартира на 19 август 1998 г. като собствен проект на Сен Дуонг (на английски: Senh Duong), фен на Джеки Чан. Неговата цел е създаване на сайт, в който хората да могат да получат достъп до рецензиите на филмовите критици на САЩ. Впоследствие Сен Дуонг основава заедно с Патрик Ли и Стивън Уонг компанията за уеб дизайн Design Reactor за разработка на проекта Rotten Tomatoes като постоянен, и сайтът започва да работи официално на 1 април 1999 г.
През юни 2004 г. IGN Entertainment купува Rottentomatoes.com за необявена сума. През септември 2005 г. IGN Entertainment е купена от Fox Interactive Media, принадлежаща от своя страна на News Corporation. На 4 януари 2010 г. IGN Entertainment продава Rotten Tomatoes на Flixster.

## Начин на оценка
Rotten Tomatoes включва рецензии и обзори на членовете на гилдии и асоциации на писатели и кинокритици. Впоследствие редакцията на сайта определя всяка рецензия като положителна („свежа“ – обозначава се с малък червен домат) или отрицателна („гнила“ – обозначава се с малък зелен, плесенясал домат). В края на годината един от оценяваните филми получава „Златен домат“, символизиращ най-високия рейтинг през годината.
Уебсайтът следи количеството на всички рецензии (което може да достигне до 270 за големите, излезли филми) и процента на положителните оценки във вид на таблици. Ако положителните оценки са 60 % и повече, филмът се смята за „свеж“, в противен случай филмът се определя като „гнил“. Допълнително, опитни кинокритици, определени като група на т.нар. „Top Critics“, също дават рецензии в отделна таблица, като мнението им се отчита и при определяне на общия рейтинг. Когато за формиране на крайната оценка се наберат достатъчно отзиви и оценки, се публикува съгласувано заключение, в което се посочват и мотивите за това. Оценките на по-новите филми се подкрепят с голямо количество отзиви, за разлика от по-старите филми, поради липсата на достатъчно рецензии за тях в архивите.
Получената оценка се означава със съответния знак, давайки по този начин на потребителите примерна представа за общото мнение на критиците за филма. Филми с „доматомер“ от 75 % и повече и минимум 40 оценки от „доматометричните критици“ (включително рецензии на поне петима критици от „Top Critics“), получават т.нар. „Сертификат за свежест“. В резултат на тази процедура към количеството оценки може да има филми, имащи 100 % положителни отзиви, но без сертификат, поради това, че количеството оценки е недостатъчно за крайната преценка.